# Дёйнкеркен, Антон ван
Антон ван Дёйнкеркен настоящая фамилия Асселбергс (нидерл. Anton van Duinkerken; 2 января 1903, Берген-оп-Зом, Северный Брабант — 27 июля 1968, Неймеген) — нидерландский поэт, литературный критик, литературовед, 
эссеист, редактор. Профессор Лейденского и Неймегенского университетов. Член Нидерландской королевской академии наук и искусств.

## Биография
С 1934 года – редактор литературно-критического журнала «Гидс» («De Gids»). 
Стихи поэта проникнуты религиозными мотивами, а также сочувствием к угнетённым (сборник «Лирический лабиринт», 1930). В сборнике экспрессионистских стихов «Сердце Брабанта» (1937) религиозное настроение сочетается с социальной темой. 
Во время немецко-фашистской оккупации Нидерландов за антифашистскую деятельность был заключён в концлагерь. 
Под псевдонимом Питер Бакс (Pieter Васх) выпустил в подполье сборник стихов «Беседка в Трое» (1944), вошедших в его послевоенные сборники «Из тюрьмы св. Михаила» (1946), «Товий и ангел» (1946).

## Избранные сочинения
- Dichters der Contra-Reformatie, [s. 1.], 1932;
- Het Tijdperk der vernieuwing, Antw., 1951;
- Verzamelde geschriften, deel 1‒3, Utrecht, 1962‒63.